# Manifestación por la libertad sexual de Sevilla de 1978
La manifestación por la libertad sexual de Sevilla de 1978 fue el primer gran acto de visibilidad LGBT en Andalucía. Tuvo lugar el 25 de junio de 1978, y marcó un hito en la historia del activismo por los derechos de las personas homosexuales y transexuales en el sur de España, y se considera un referente clave en el proceso de visibilización y reivindicación de libertades sexuales durante la Transición española. Fue organizada por el Movimiento Homosexual de Acción Revolucionaria (MHAR) y tuvo una afluencia de unos mil manifestantes.

## Contexto histórico
A finales de los años setenta, España vivía un momento de apertura democrática tras la dictadura franquista. Sin embargo, la ley sobre peligrosidad y rehabilitación social, que criminalizaba explícitamente la homosexualidad, seguía vigente. En este contexto nació en Sevilla el Movimiento Homosexual de Acción Revolucionaria (MHAR), fundado en 1977. Inspirado en las luchas del Front d’Alliberament Gai de Catalunya, que organizó la manifestación del orgullo gay de Barcelona de 1977, la primera en España, y en los movimientos internacionales, el MHAR comenzó a organizar reuniones clandestinas, elaborar boletines y recoger firmas a favor de la despenalización de la homosexualidad.
El MHAR no fue el primer movimiento que luchó por los derechos LGTB en Andalucía, sino la Unión Democrática de Homosexuales (UDH), creada en Málaga en 1976, que tuvo una vida breve.

## Desarrollo de la manifestación
La manifestación de 1978 fue convocada por el MHAR tras meses de reuniones y gestiones. El acto comenzó con un mitin en la sede de Comisiones Obreras, situada en la calle Calatrava, a las 11:30 horas. Aunque los organizadores esperaban la asistencia de apenas un centenar de personas, acudieron cerca de mil manifestantes, lo que mostró la fuerza del movimiento emergente.
Desde allí, la manifestación recorrió la Plaza del Triunfo y la Avenida de la Constitución, dirigiéndose hacia el Palacio de Justicia. Durante el recorrido, la policía intentó en varias ocasiones disolver la concentración, pero finalmente se permitió que continuara tras la firme intervención de Mar Cambrollé, una de las figuras más visibles del movimiento. Entre los participantes se encontraban “Paco Pepe”, María Fulmen (librera feminista, que cedió la planta alta de su librería para que el Movimiento Homosexual de Acción Revolucionaria de Andalucía se reuniese sin peligro), Miguel (quien años después transicionó) y Soraya de Triana.
Como acto simbólico, varios activistas subieron a la Giralda, donde desplegaron una pancarta que reclamaba “Libertad sexual”.
Doce partidos políticos, seis centrales sindicales, siete organizaciones juvenies, dos feministas y cuatro grupos marginales apoyaron la concentración y el mitin.

## Legado
En 2018, coincidiendo con el 40.º aniversario, se organizó una exposición en la Avenida de la Constitución, que recuperó imágenes, testimonios y documentos de aquella jornada histórica. También se restauraron pintadas originales que aún se conservaban en el Palacio de Justicia y se impulsó la creación de una Plataforma 40 aniversario, liderada por Mar Cambrollé, para reivindicar el legado de quienes participaron en aquel acto pionero.
Ese mismo año, Mar Cambrollé entregó al Archivo General de Andalucía material del activismo homosexual del tardofranquismo y primeros años de la transición, entre el que se encuentran fotografías de la manifestación.
La marcha aparece en la película Te estoy amando locamente, de 2023, dirigida por Alejandro Marín.